# 松崎神社
松崎神社（まつさきじんじゃ）は、千葉県香取郡多古町（下総国香取郡）にある神社。旧社格は郷社。倉稲魂命・邇邇芸命・大宮比売命を主祭神とする。

## 由緒
宝亀3年（772年）の創建で、五穀および歌舞音曲の神々として、古くから人々の信仰を集めている。
延暦16年（797年）に征夷大将軍に任じられた坂上田村麻呂が蝦夷征討の途中に参拝し、鏡一面および征矢を献じ木鼓一箇を奉納をした。鏡と征矢はその後兵火によって失われたが、木鼓は現在社宝として保存されている。また弘仁年間には諸国行脚の僧空海が参拝、携えてきた公孫樹の杖を上下逆さまに地中に挿し「後世まで繁盛せよ」と念じて立ち去ったという伝説があり、社殿前には周囲約6メートルの古木「空海の逆さ公孫樹」がある。
平忠常の乱（1028年-1030年）で兵火にかかり建久2年（1191年）に再興され、旧号を「坂東稲荷本宮」と称したが、北条氏や里見氏などの武将の尊敬が篤く、徳川家康も朱印地30石を寄進した。現在の本殿は万治元年（1658年）、中殿および拝殿は宝暦6年（1756年）の改築である。
明治2年（1869年）「松崎神社」と改号し、明治6年（1873年）郷社に列した。

## 文化財
- 千葉県指定史跡
  - 北条塚古墳

## 境内

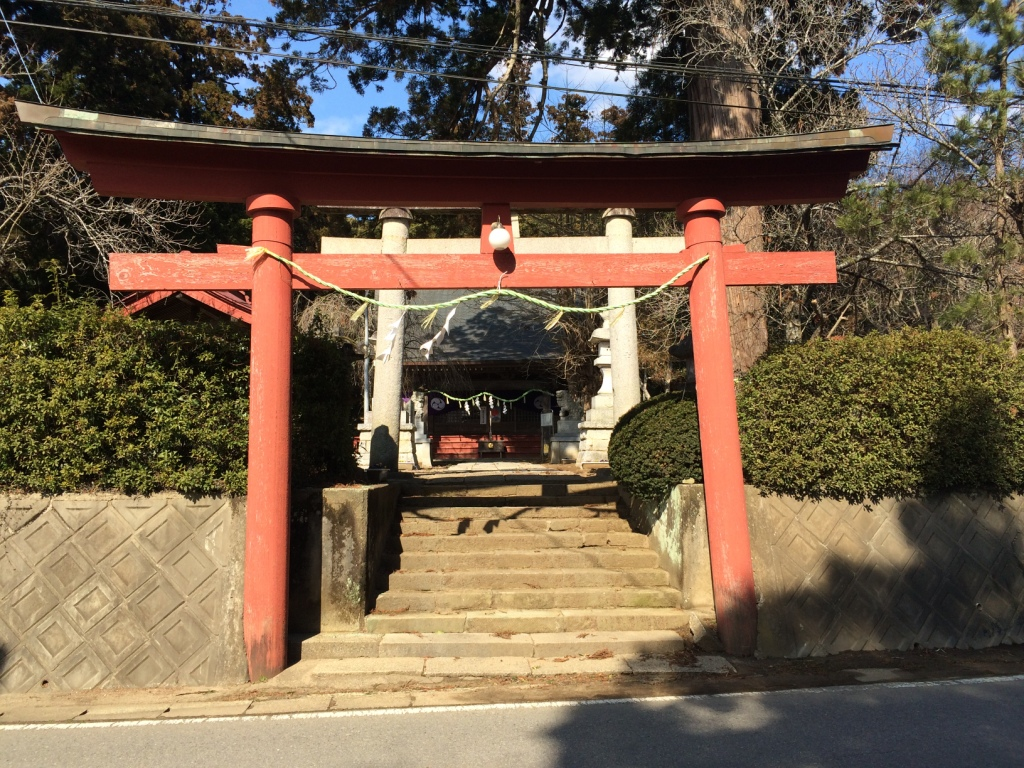
鳥居
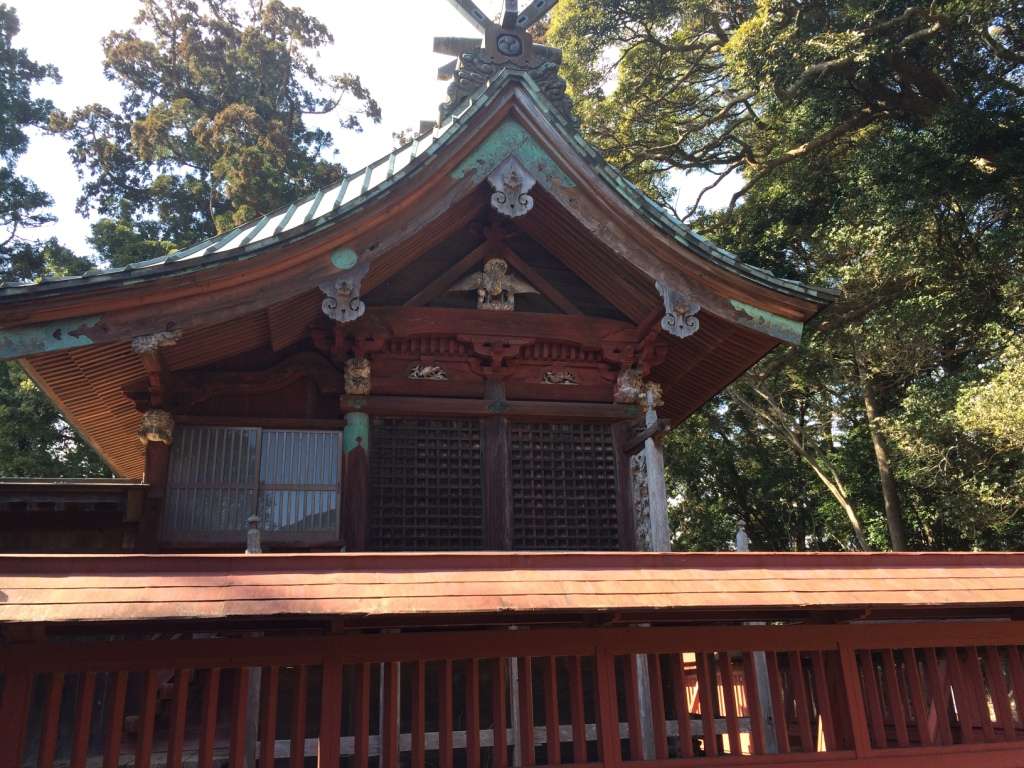
本殿